# B. B. Kahane
Benjamin Kahane, detto B. B. (30 novembre 1891 – Las Vegas, 18 settembre 1960) è stato un produttore cinematografico statunitense.

## Biografia
Dopo la laurea al Chicago-Kent College of Law nel 1912, praticò l'attività forense per alcuni anni, prima di dedicarsi al cinema dal 1919. Nel 1932 divenne segretario e tesoriere del RKO Pictures, di cui successivamente divenne vicepresidente e poi presidente. Fece il suo esordio come produttore nel 1936 con il film Una donna si ribella con Katharine Hepburn. Nello stesso anno lasciò la RKO, mentre nel 1938 si unì alla Columbia Pictures in veste di vice-presidente.
Nel 1958 gli fu consegnato da Bette Davis uno speciale Oscar alla carriera in occasione della 30ª edizione della cerimonia di premiazione dei Premi Oscar  " per l'importante servizio all'industria cinematografica". L'anno successivo fu nominato presidente dell'Academy of Motion Picture Arts and Sciences, una carica che mantenne fino alla morte improvvisa nel 1960.

## Filmografia parziale
- Una donna si ribella (A Woman Rebels), regia di Mark Sandrich (1936)
- Seduzione (The Lady in Question), regia di Charles Vidor (1940)